# Wingdings
Wingding es un tipo de letra miembro de la familia tipográfica dingbat que renderizan una variedad de símbolos. Fueron desarrollados originalmente en 1990 por Microsoft combinando caracteres: iconos Lucida, flechas, y estrellas licenciados de Charles Bigelow y Kris Holmes. Ciertas versiones incluyen en su copyright una atribución a Type Solutions, Inc., la cual desarrolló una herramienta para suavizar las tipografías (antialiasing).

## Wingdings 2
Wingdings 2 es una tipografía TrueType dingbat incluida en Microsoft Office.
Este tipo se desarrolló inicialmente en 1990 por Type Solutions, pero actualmente el copyright pertenece a Microsoft.

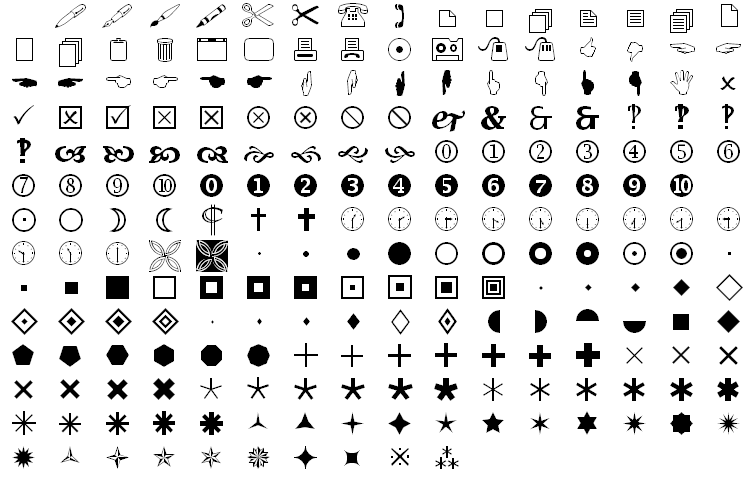
Mosaico de caracteres Wingding 2.

## Wingdings 3
Wingdings 3 es una tipografía TrueType dingbat incluida en el Microsoft Office
Esta tipografía se desarrolló inicialmente en 1990 por Type Solutions, pero actualmente el copyright pertenece a Microsoft.

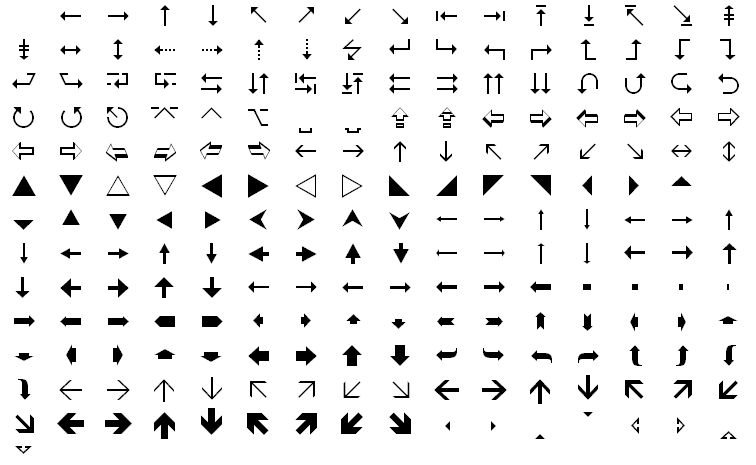
Mosaico de caracteres Wingdings 3.

## Controversia

Resultado al escribir «NYC» en Wingdings

En 1992, unos días después del lanzamiento de Windows 3.1, se descubrió que la secuencia de caracteres «NYC» en Wingdings era mostrada con los símbolos de toxicidad, la Estrella de David y el gesto de aprobación. Esto fue interpretado comúnmente como un mensaje antisemita. Microsoft negó que esto fuera intencional, e insistió en que el acomodo final de los caracteres en la tipografía fue aleatorio. Posteriormente, en la tipografía Webdings, la secuencia de caracteres «NYC», en cambio, fue mostrada intencionalmente con los símbolos de un ojo, un corazón y el horizonte de la ciudad, haciendo referencia al logotipo de I Love New York.

### Ataques del 11/9
Después de los atentados del 11 de septiembre de 2001, se difundió un correo electrónico que afirmaba que al escribir en Wingdings «Q33 NY», el supuesto número de vuelo del primer avión en estrellarse contra las Torres Gemelas, mostraría una secuencia de caracteres de un avión volando hacia las torres, seguido por el símbolo de toxicidad y la Estrella de David. Sin embargo, este correo electrónico era un bulo, debido a que ningún avión involucrado en los ataques tenía el número de vuelo «Q33 NY». Asimismo, otros rumores que «Q33 NY» era el número de registro de uno de los aviones también se desmintieron. El uso de la Estrella de David en este engaño probablemente esté basado en la controversia de 1992 mencionada anteriormente.

## Curiosidades
- Los números del 1 al 5 son artículos mayormente usados de oficina (el 3 no es una torre sino un papel con un escrito).
- En el videojuego para PC Undertale, creado por Toby Fox, se especula que un personaje llamado W. D. Gaster (la W y la D significarían WingDing) habla de forma encriptada con Wingdings.[5]

### En inglés
- Wingdings font information (Microsoft typography)
- Wingdings 2 font information (Microsoft typography)
- Wingdings 3 font information (Microsoft typography)
- Wingdings: Does the Wingdings font contain hidden anti-Semitic codes?
- Ann Arbor Wingdings Club
- Wingdings character set and equivalent Unicode characters (Alan Wood's Unicode Resources)

- Datos: Q958410
- Multimedia: Wingdings / Q958410